# Anders Lauritz Thuröe
Anders Lauritz Thuröe, född 17 september 1849 i Thuroe, Troense, Danmark, död 5 mars 1923 i Malmö Sankt Petri församling, Malmö
, var en dansk-svensk industriman.
Thuröe genomgick handelsakademi i Köpenhamn och var verksam som köpman i Malmö från 1874. Han var tillsammans med Gregers Bönnelyche delägare i firman Bönnelyche & Thuröe, Skånska Takpapperfabriken i Malmö och Gadderås fönsterglasbruk i Orrefors.